# Ambio
L'ambio è un'andatura tipica di alcuni quadrupedi, quali l'elefante, il dromedario, la giraffa, l'orso e il crisocione. Utilizzando una apposita imbracatura, può esservi addestrato anche il cavallo trottatore americano: in questo caso si dice "ambiatore" (in inglese pacer).
L'ambio è un'andatura in due tempi non basculata. Si contraddistingue per il movimento simultaneo in avanti o indietro degli arti di un lato dell'animale (sinistro o destro). Ovvero il cavallo, anziché muoversi per bipedi diagonali come nel trotto, si muove per bipedi laterali, cioè muove contemporaneamente l'anteriore e il posteriore destro, e successivamente l'anteriore e posteriore sinistro.
Anche per l'ambio, come per il trotto e il galoppo, esistono gare con scommesse, soprattutto negli  USA.
Una variante dell'ambio è il tolt, conosciuto come "ambio veloce".

## Voci correlate

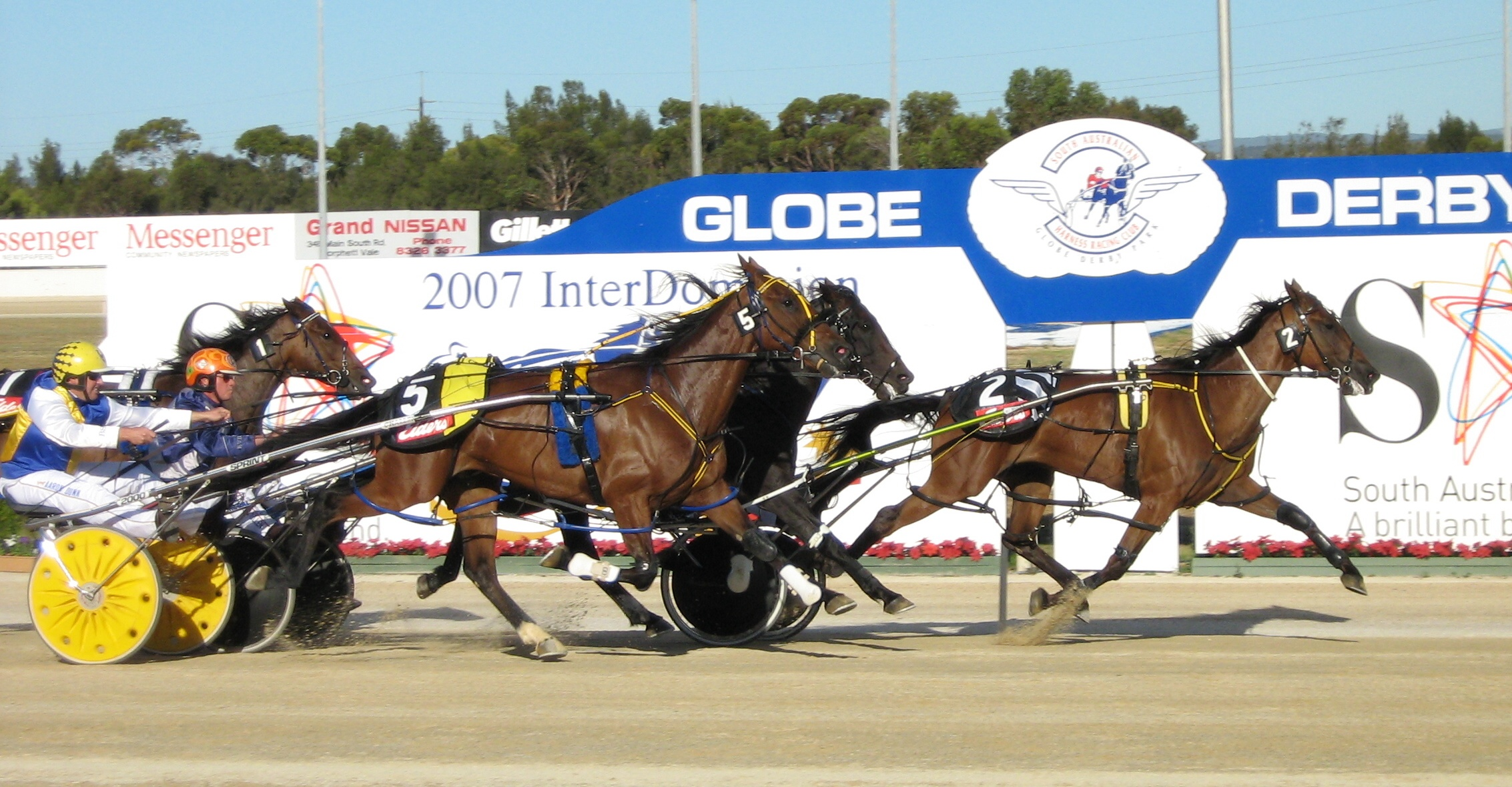
Pacers - Corsa all'ambio